# Parafia św. Michała Archanioła w Gdyni
Parafia św. Michała Archanioła w Gdyni – rzymskokatolicka parafia usytuowana w gdyńskiej dzielnicy Oksywie przy ulicy płk. Stanisława Dąbka. Wchodzi w skład dekanatu Gdynia Oksywie, który należy do archidiecezji gdańskiej.

## Historia
Pierwszy Kościół powstał w 1124, a jego fundatorem był Świętopełek II.
W 1253 biskup Wolimir – biskup kujawsko-pomorski, określił granice parafii. Obejmowała wówczas: Oksywie, Obłuże, Pogórze, Dębogórze, Kosakowo, Pierwoszyno, Mosty, Gdynię, Witomino i Redłowo oraz kilka wsi, które później zniknęły z krajobrazu Kępy Oksywskiej; takie jak Żbicewo, Niemicewo, Cerdowo, Sronino, Nasucino, Gogolino, Bachucino. Z najstarszej świątyni do czasów obecnych zachowała się ściana w części zachodniej. W XIV wieku kościół rozbudowano, dodając zakończoną wielobocznie wschodnią część prezbiterium oraz od północy nawę boczną.
W 1583 kościół został konsekrowany. W czasie wojny szwedzkiej w latach 1600–1611 świątynię zniszczono. Po odbudowie, w 1687 dobudowano drewnianą wieżę, zakończoną barokowym hełmem – data budowy widoczna jest na chorągiewce wieńczącej hełm. W latach 1925–1927, kościół poddano gruntownej restauracji – przede wszystkim północną ścianę nawy głównej.

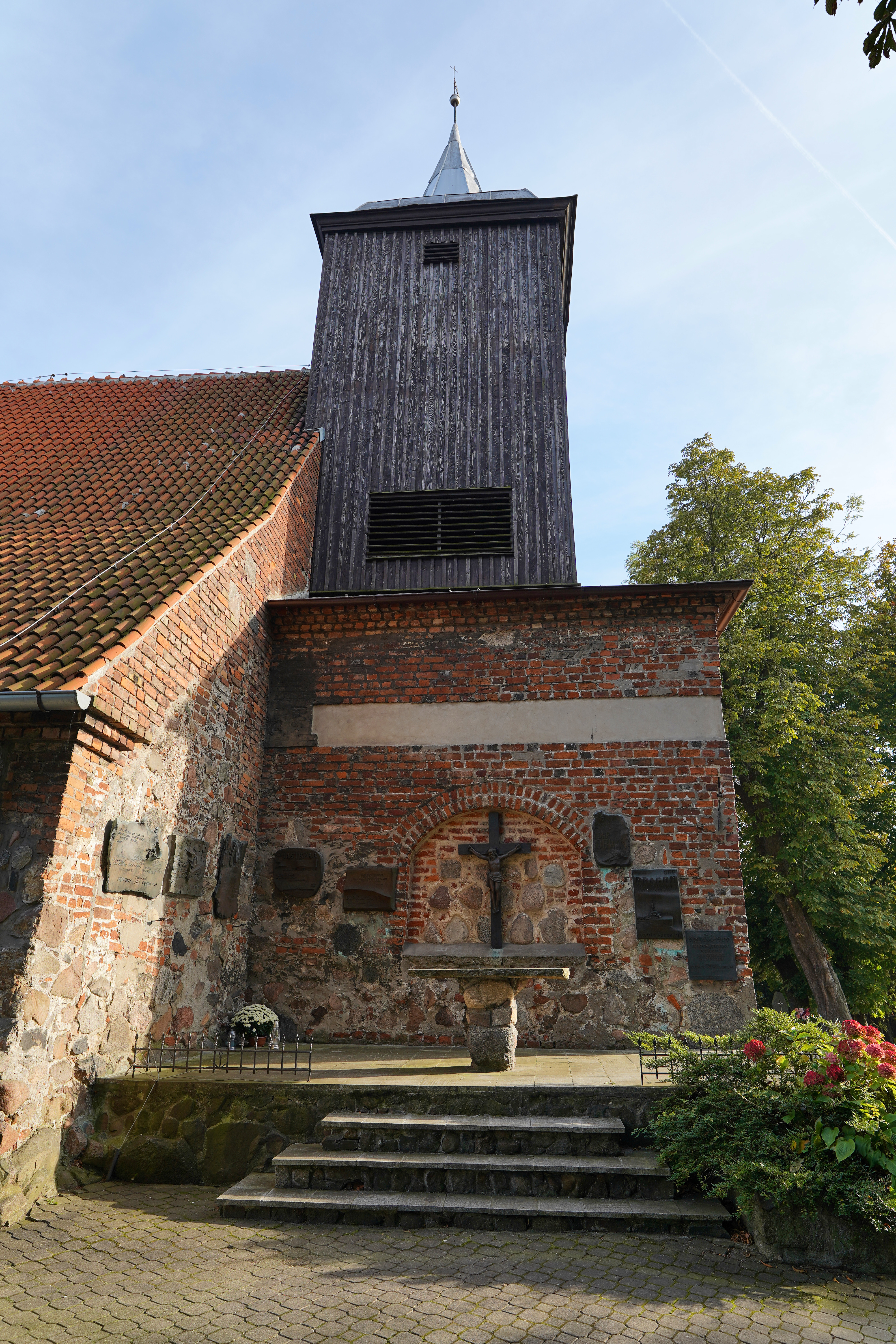
Ołtarz polowy przy kościele św. Michała Archanioła

W czasie działań wojennych padczas II wojny światowej kościół został w dużej części zniszczony. Po wojnie nastąpiła jego odbudowa. Układ przestrzenny kościoła nawiązuje do rozpowszechnionego w XIII i XIV wieku na terenie wsi pomorskich – typu wiejskiego kościoła parafialnego – orientowanego, o podłużnym układzie z wielobocznie zamkniętym prezbiterium i czworoboczną wieżą od zachodu. Różnorodny wątek murów kamienno-ceglanych ukazuje etapy rozwoju kościoła.

## Cmentarze

### Cmentarz Parafialny
(przy ul. Arciszewskich)
Oksywski cmentarz parafialny to najstarsze miejsce wiecznego spoczynku w Gdyni. Położony jest tuż przy Zatoce Puckiej, na zboczu niewielkiego wzniesienia, którego szczyt określa XIII-wieczny kościółek pod wezwaniem św. Michała Archanioła, a podnóże to – port Marynarki Wojennej. Tu znajdują się groby tych, którzy tworzyli polską historię tego regionu m.in. Antoni Abraham. Dzisiaj najstarszą „wojskową” mogiłą jest miejsce spoczynku ks. Antoniego Muchowskiego, zmarłego w 1915 – uczestnika powstania 1863; zesłańca na Sybir, z którego udało mu się zbiec.

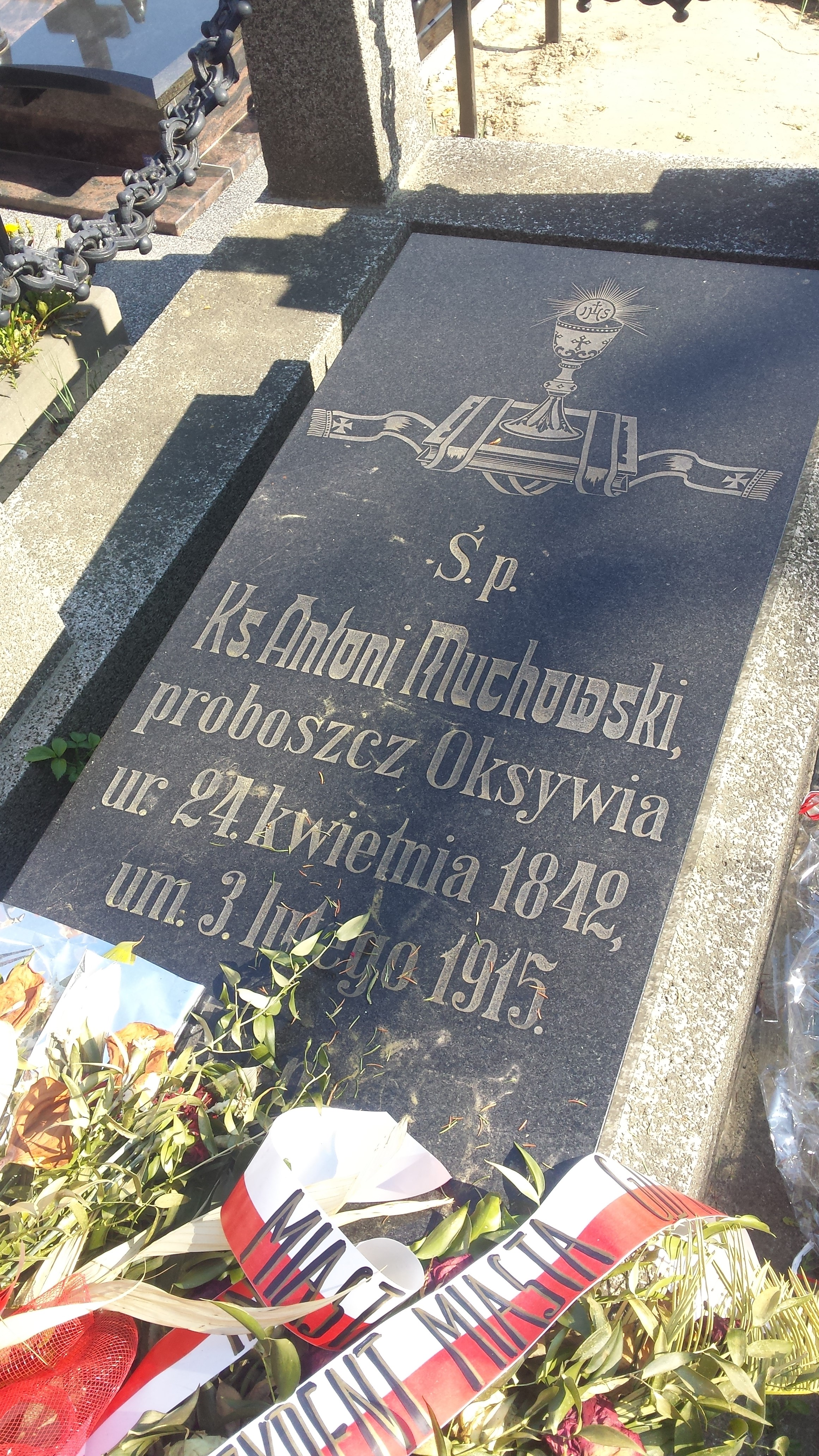
Grób ks. Antoniego Muchowskiego na cmentarzu parafialnym na Oksywiu

### Cmentarz Wojskowy
(przy ul. Antoniego Muchowskiego)
Oksywski cmentarz Marynarki Wojennej został założony w 1936 i podlega bezpośrednio parafii Wojskowej Marynarki Wojennej RP pw. Matki Bożej Częstochowskiej w Oksywiu.

## Mały Panteon
„Mały Panteon Marynarki Wojennej” – ciąg spiżowych tablic polskich okrętów zatopionych podczas: obrony Wybrzeża w kampanii wrześniowej oraz na obcych morzach w II wojnie światowej.

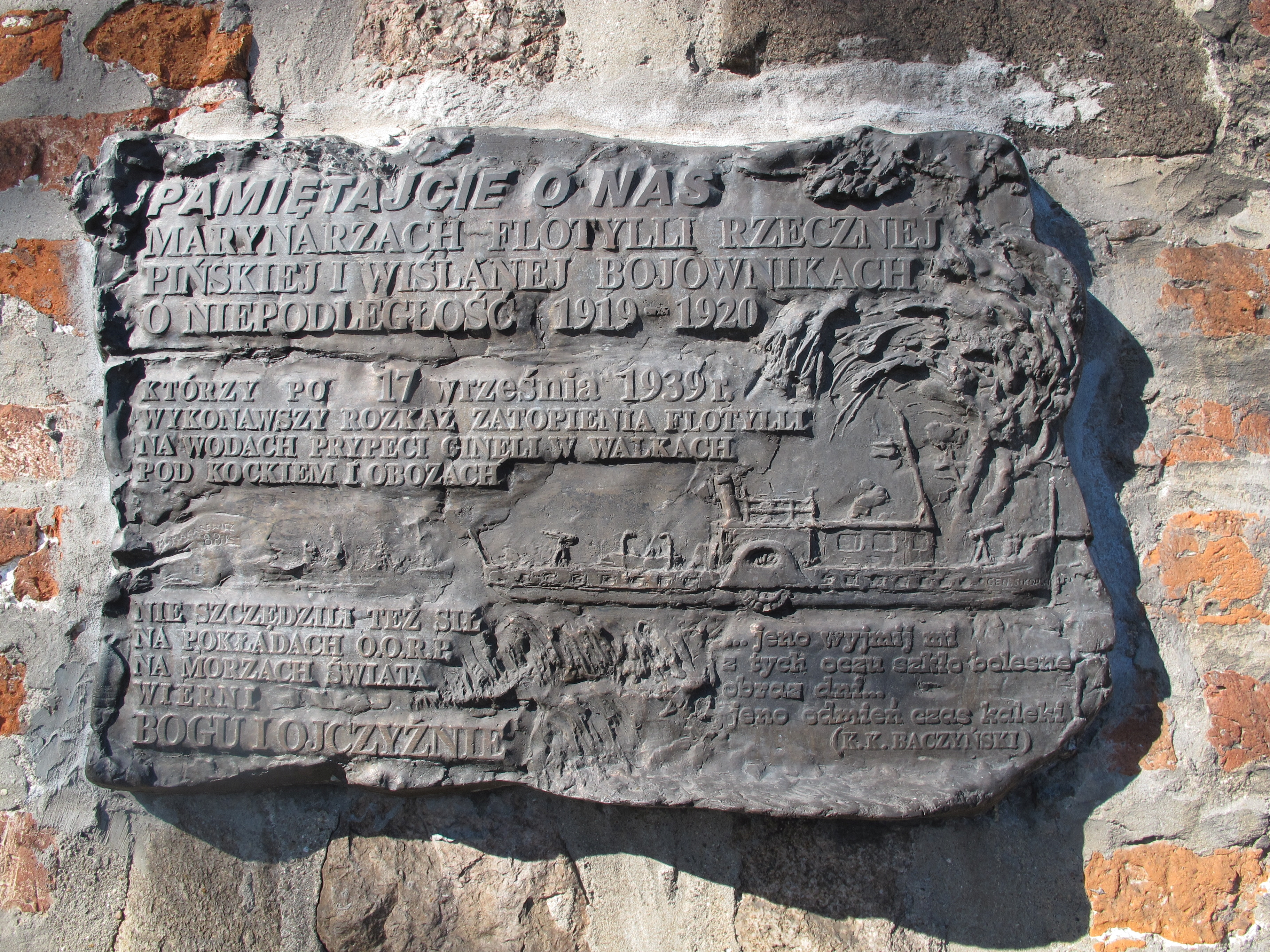
Tablica poległych Marynarzy – Flotylli Pińskiej i Flotylli Wiślanej w latach 1919–1920
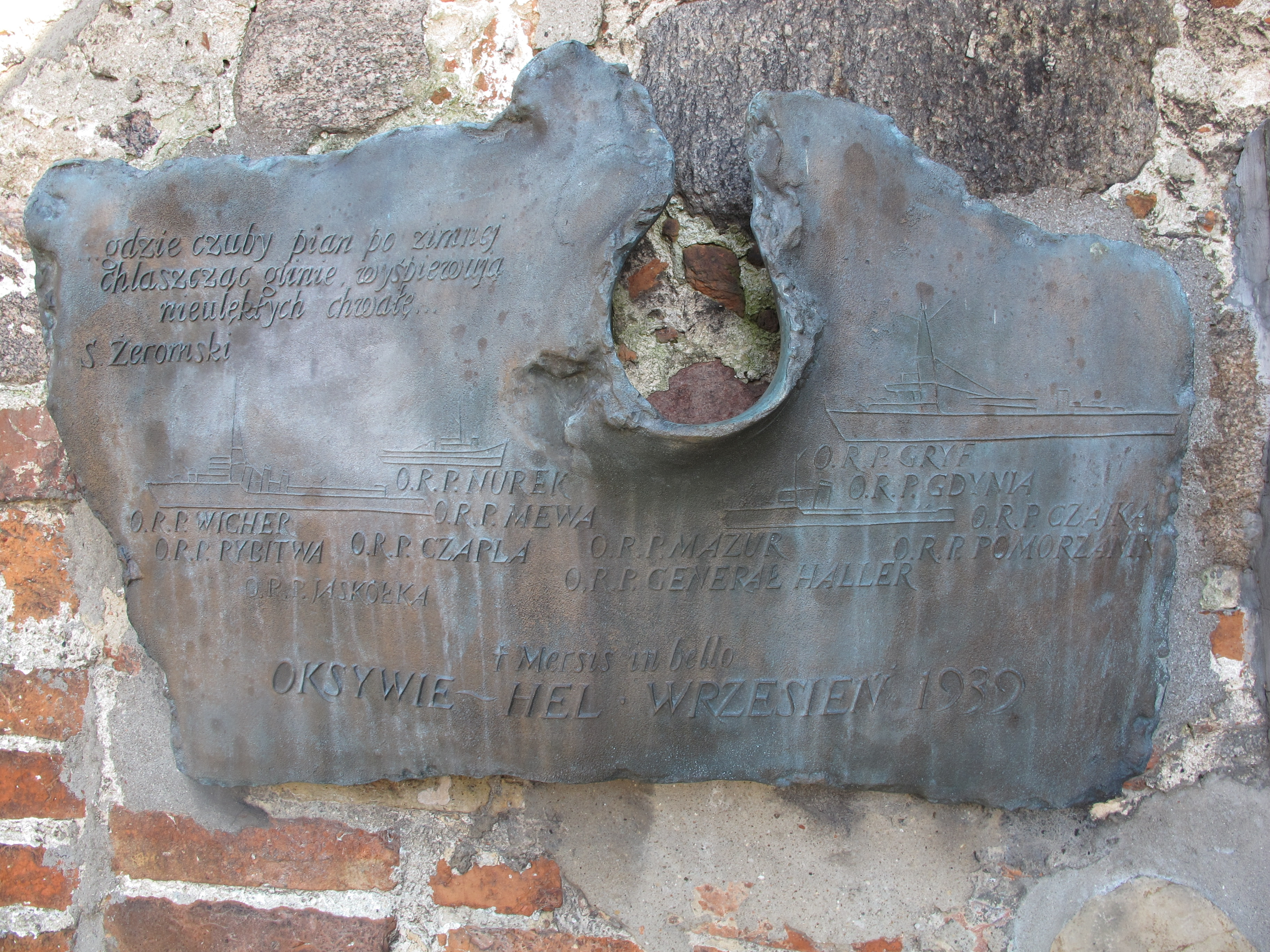
Tablica poległych w Obronie Wybrzeża w 1939
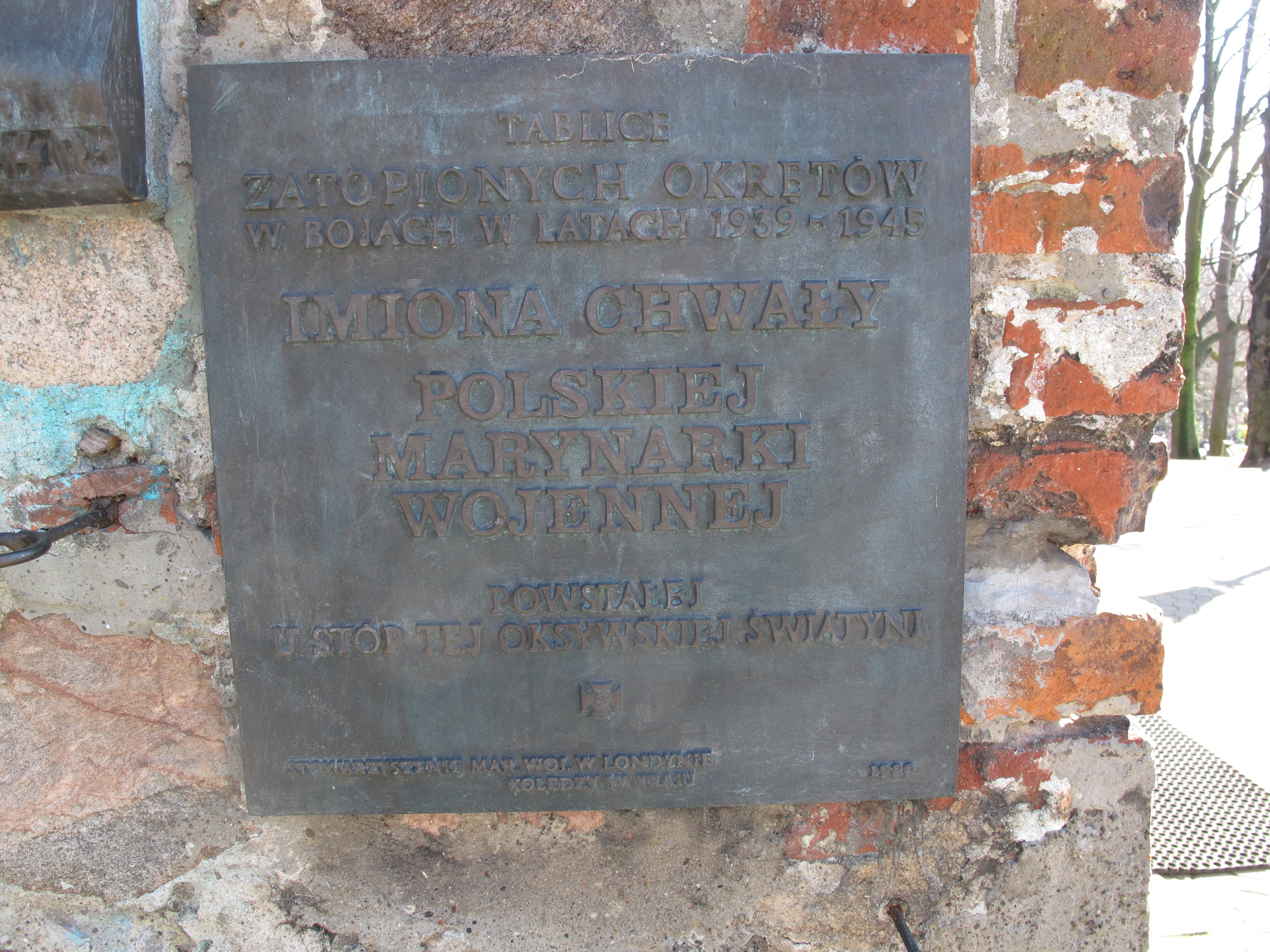
Tablice zatopionych okrętów w bojach w latach 1939–1945
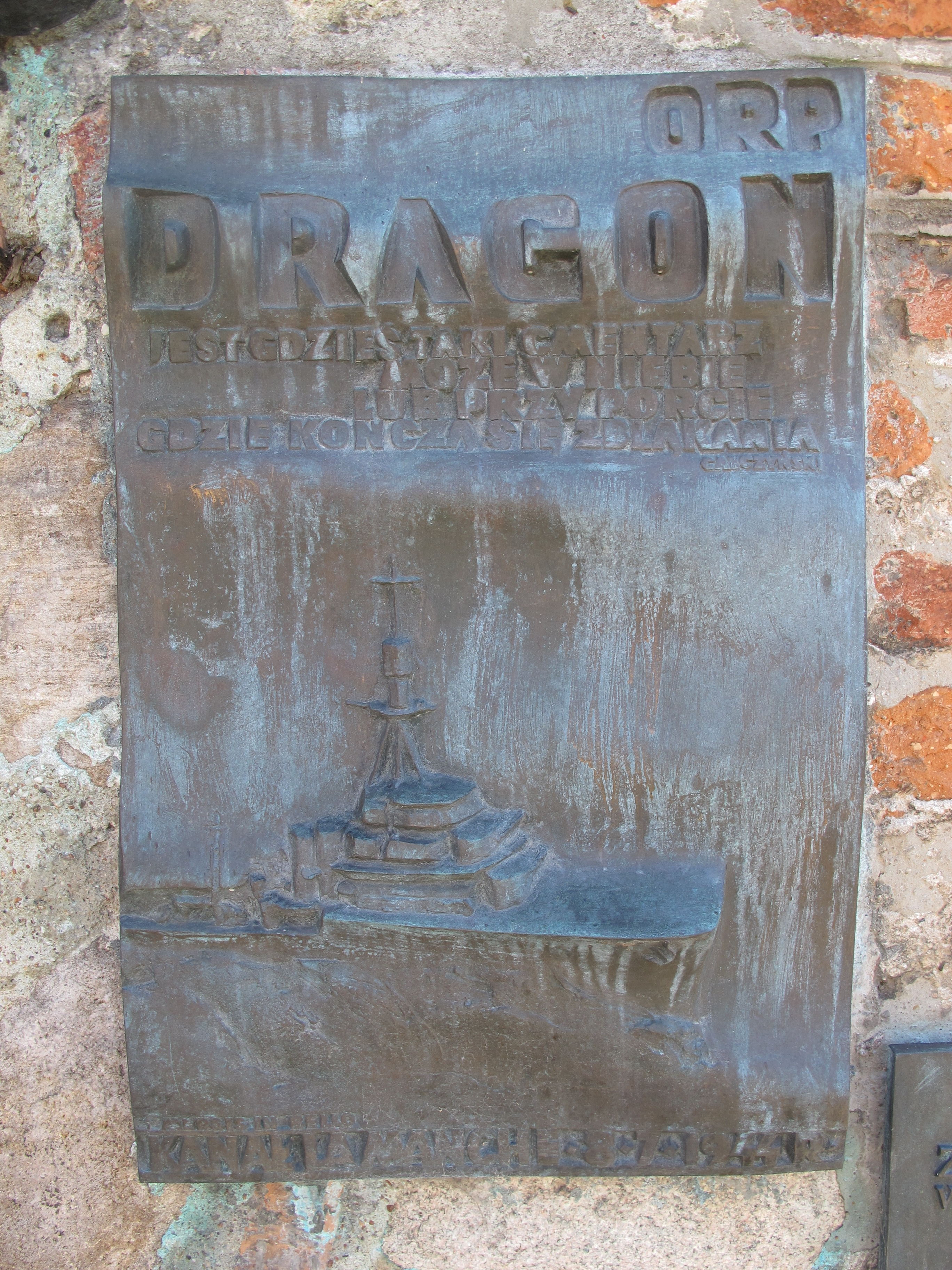
Tablica zatopionego okrętu ORP „Dragon”
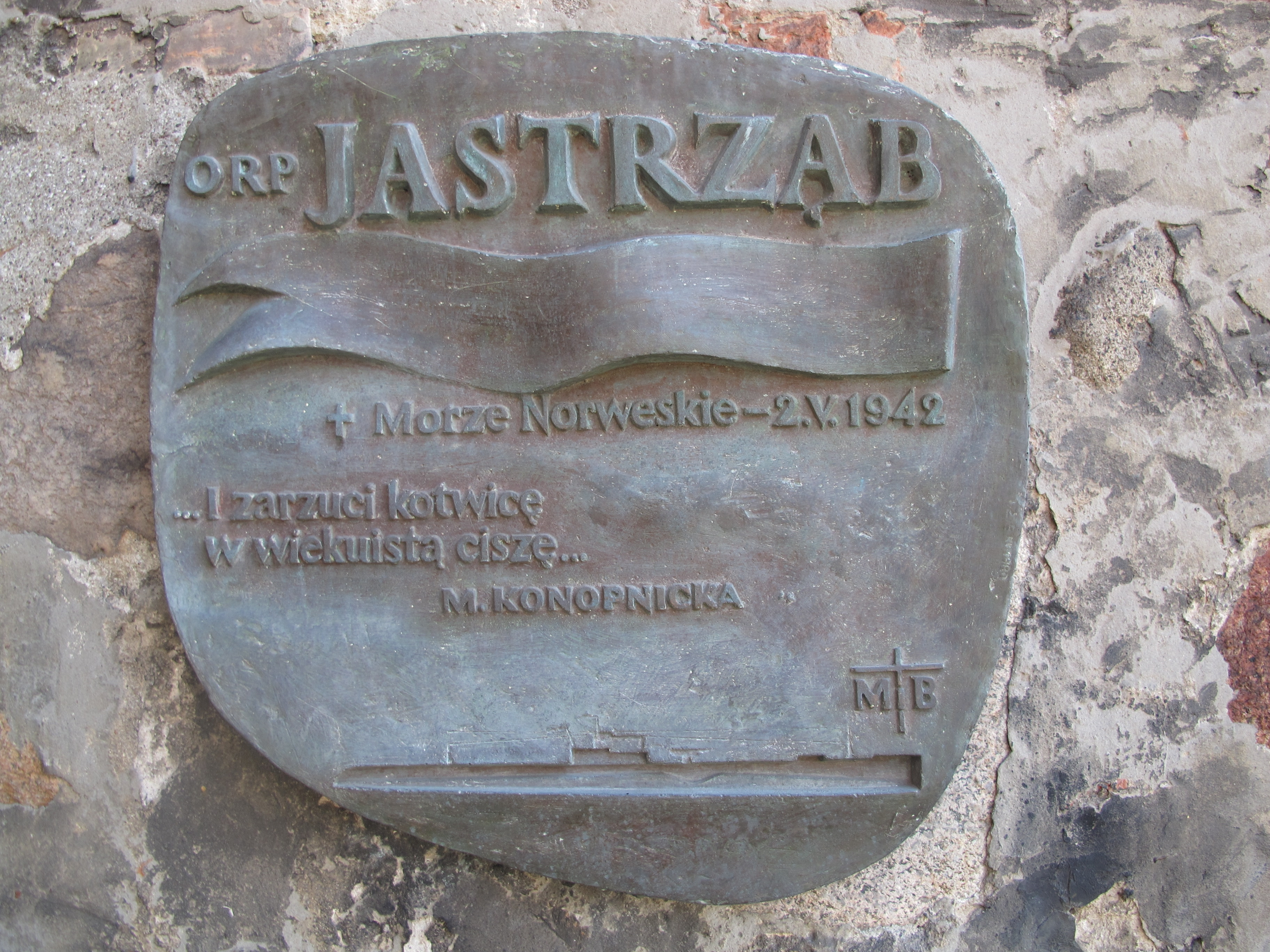
Tablica zatopionego okrętu ORP „Jastrząb”
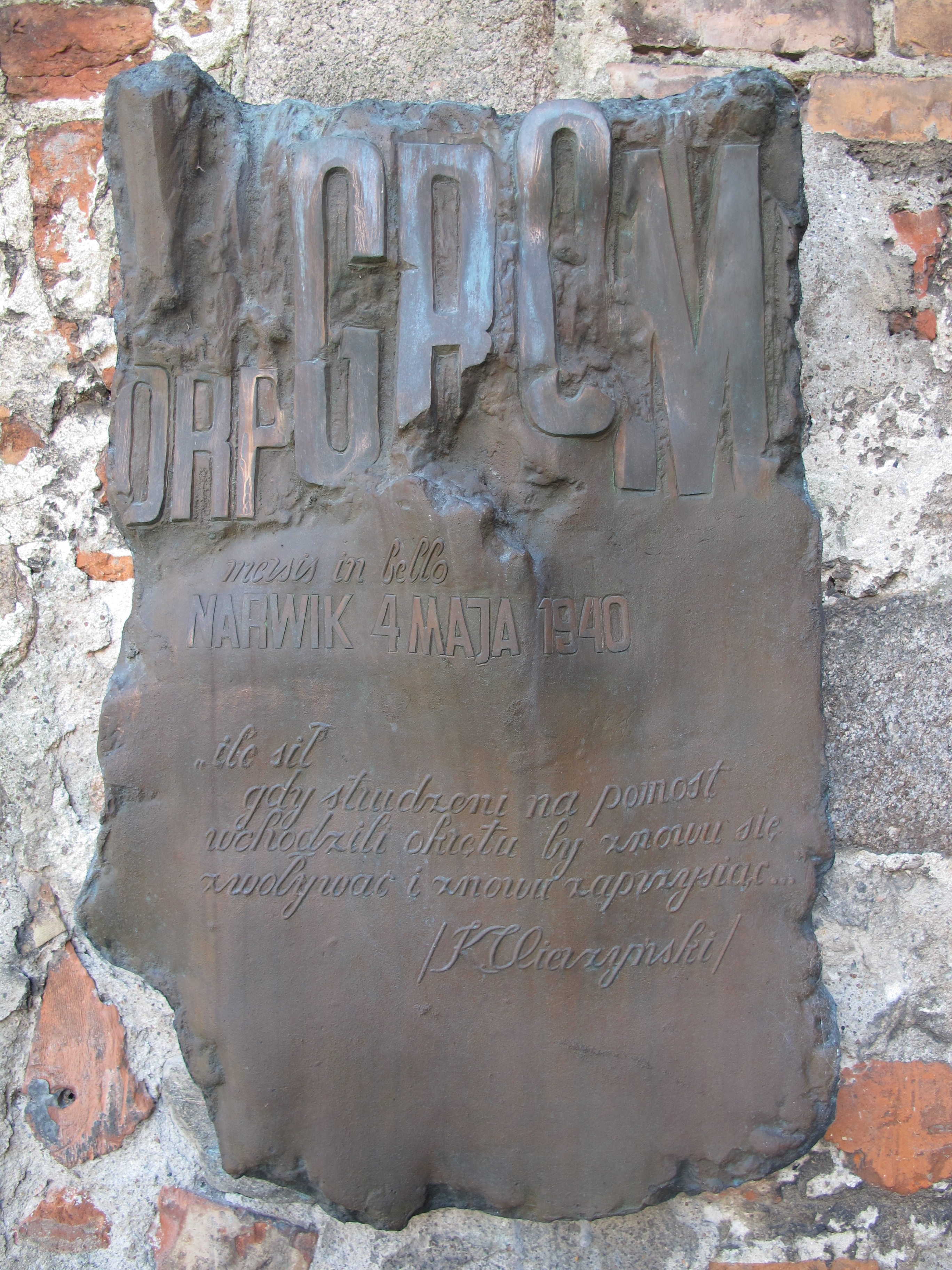
Tablica zatopionego okrętu ORP „Grom”
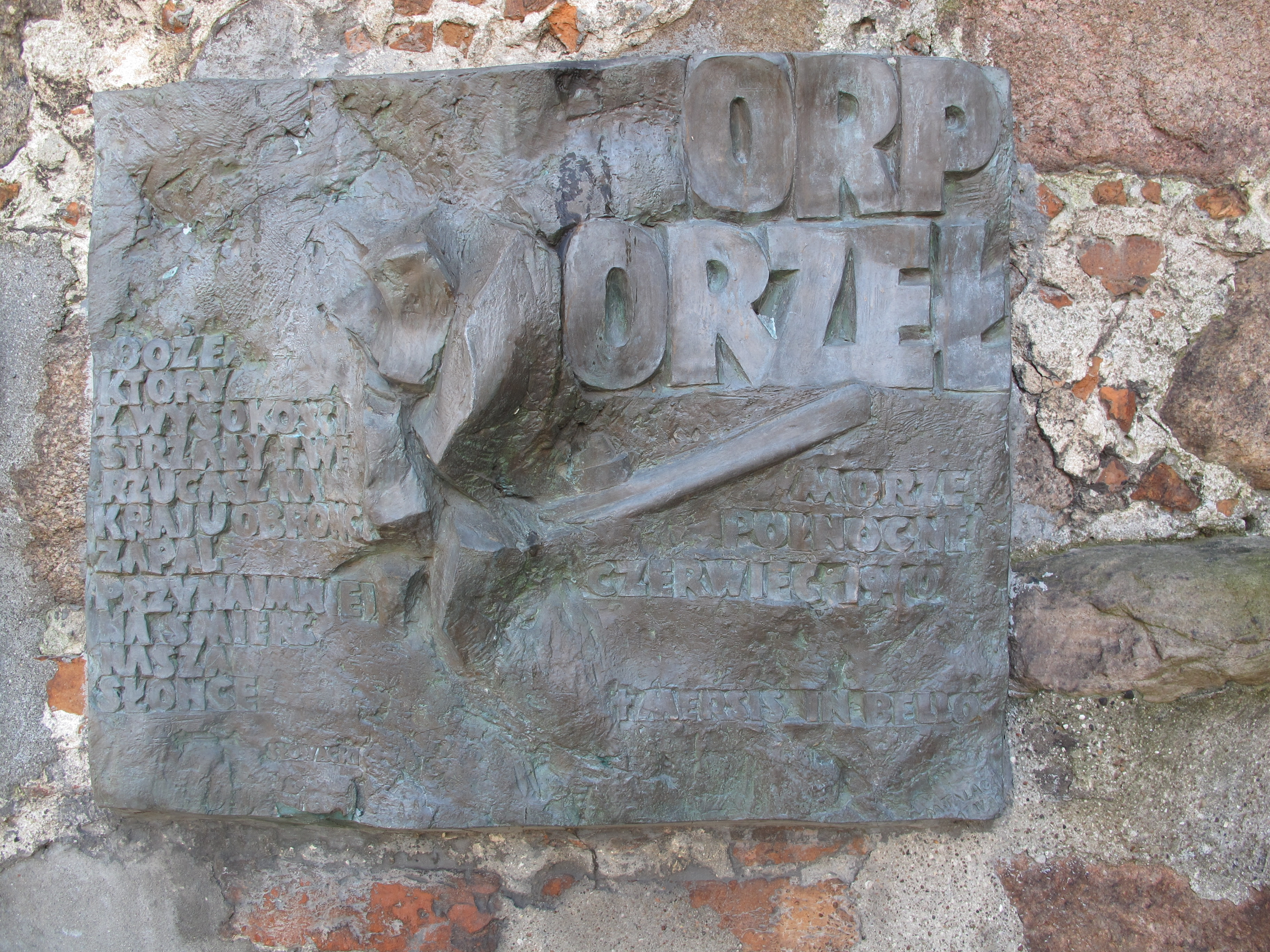
Tablica zatopionego okrętu ORP „Orzeł”
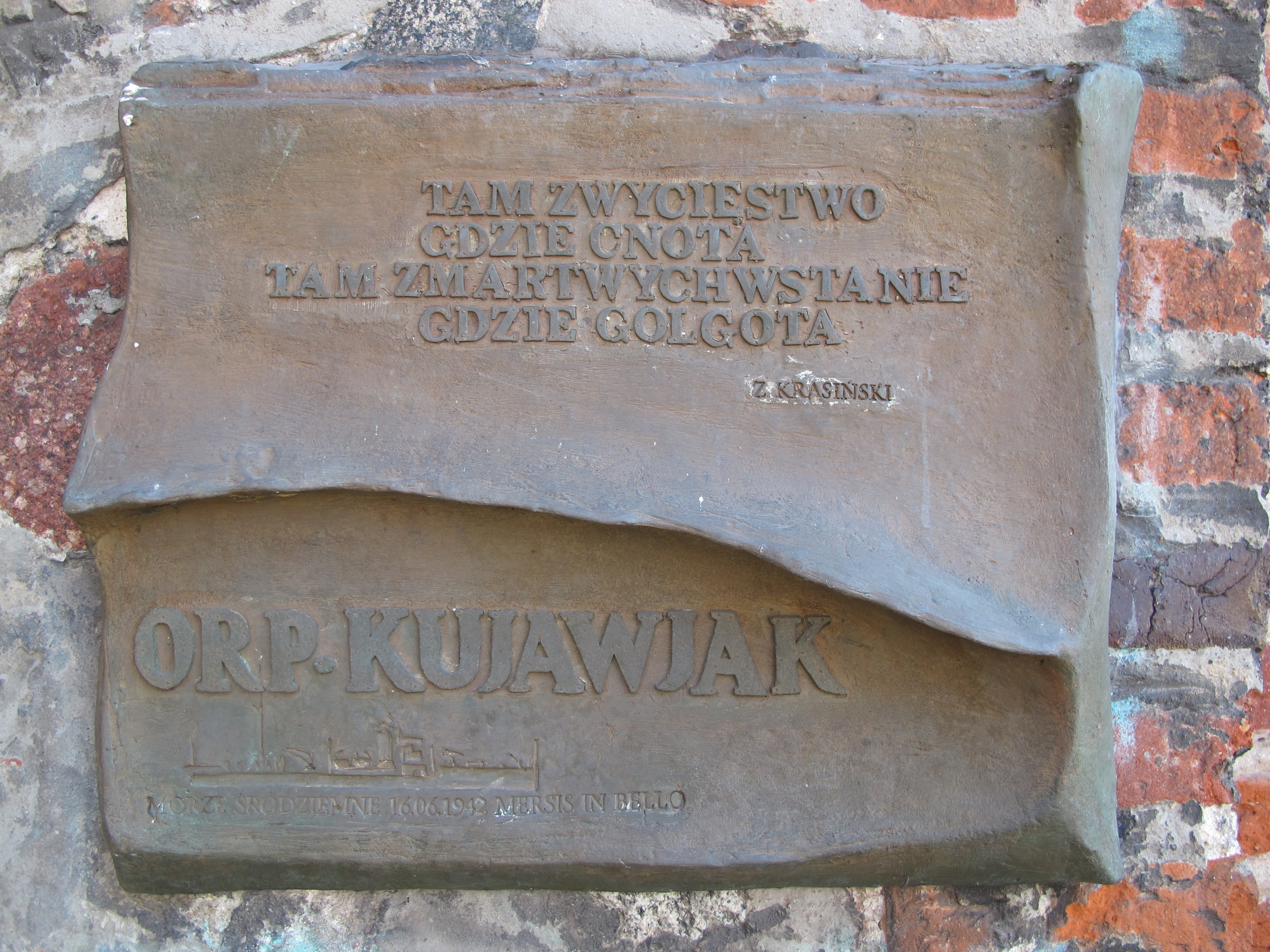
Tablica zatopionego okrętu ORP „Kujawiak”
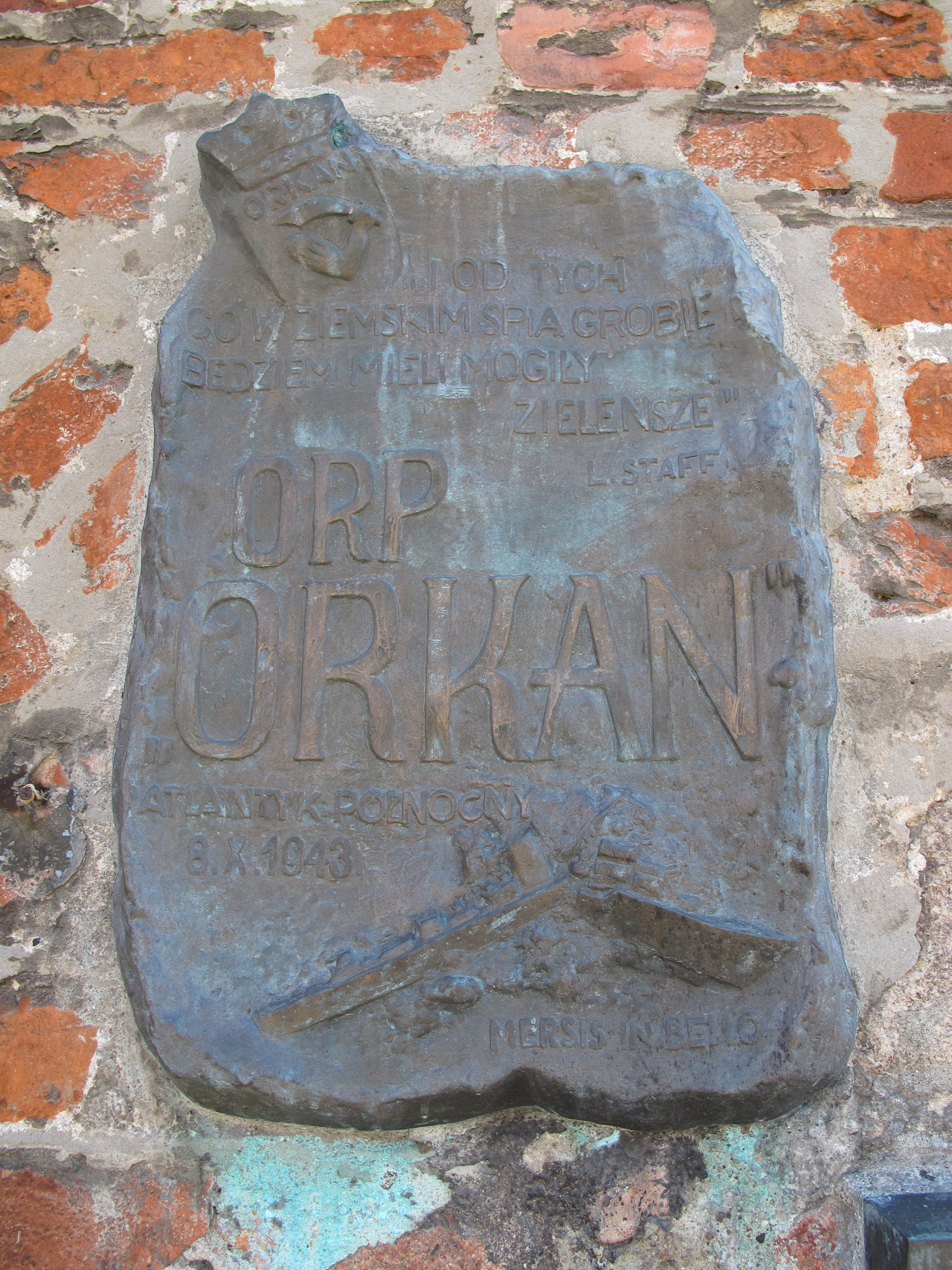
Tablica zatopionego okrętu ORP „Orkan”

## Proboszczowie
- 1351: Mencola[13]
  - premonstrator żukowski
- 1362: Henryk
  - premonstrator żukowski
- 1414: Wacław
  - premonstrator żukowski
- 1554: Jan ze Sochaczewa
  - premonstrator żukowski
- 1600: Tomasz Brzeziński
- 1682: Tomasz Jędrowski
- 1695: Piotr Schlesinger
- 1731: ks. Andrzej Sikorski
- 1734: ks. Dominik Siemienski
- 1762: ks. Tomasz Krzykowski
- 1848–1868: ks. Joachim Krupka
- 1869–1885: ks. Antoni Muehl
- 1886–1891: ks. Piotr Roszczynialski
- 1892–1915: ks. Antoni Muchowski[14][15]
- 1915–1924: ks. Franciszek Łowicki
- 1924–1946: ks. Klemens Przewoski
- 1946: ks. Antoni Kasprzycki
- 1946–1947: ks. Kazimierz Szyndler
- 1947–1952: ks. Jan Nowicki
- 1952–1991: ks. kan. Edmund Makowski
- 1991–2012: ks. kan. Tadeusz Kosecki[16][17][18]
- od 26 II 2012: ks. kan. Kazimierz Glama[19]